# السقف الكمري
السقف الكمري أو السقف العادي أو سوليد سلاب (Solid Slab) هو نوع من الاسقف المنتشرة في انظمة البناء ويحتوي كمرات ساقطة (جسور ساقطة) ويستعمل عادة في المباني الصغيرة والاسقف ذات المسافة القليلة بين الاعمدة، من عيوبة نقل الصوت والحرارة إلى الطوابق السفلية، وعادة تكون سماكه السقف بين 10-16 سم طبقة شبك حديد بالإضافة إلى جسور ساقطة.
ينقسم السقف الكمري إلى نوعين :
- solid slab one way
- solid slab two way